# 板東一彦
板東 一彦（ばんどう かずひこ、1954年〈昭和29年〉3月10日 - ）は、日本の経済産業官僚。日本商事仲裁協会理事長、元日本貿易保険代表取締役社長、元独立行政法人日本貿易保険理事長。

## 来歴
徳島県出身。1977年（昭和52年）、東京大学法学部を卒業し、同年4月、通商産業省へ入省。
入省後、産業政策局産業組織課長、金融監督庁検査局審議業務課長、資源エネルギー庁総合政策課長、経済産業政策局産業資金課長、日本貿易振興会ニューヨーク貿易保険事務所長、日本貿易保険総務部長、経済産業省大臣官房審議官（貿易経済協力局担当）、中小企業金融公庫理事などを歴任。
2010年（平成22年）2月26日、退官。同年6月、日本政策金融公庫専務取締役に就任。
2013年（平成25年）4月1日、独立行政法人日本貿易保険理事長に就任。同職に就任したのは、当時の経済産業事務次官、安達健祐の情実によると言われている。
2017年（平成29年）4月1日、株式会社日本貿易保険代表取締役社長に就任。
2019年（令和元年）6月17日、日本貿易保険代表取締役社長を退任。